# Chrysanthemyia chrysanthemi
Chrysanthemyia chrysanthemi är en tvåvingeart som först beskrevs av Fabricius 1787.  Chrysanthemyia chrysanthemi ingår i släktet Chrysanthemyia och familjen stilettflugor. Inga underarter finns listade i Catalogue of Life.